# Horní luka
Horní luka jsou přírodní památka západně od obce Holubov v okrese Český Krumlov. Důvodem ochrany jsou vlhké podhorské louky s prameništi a bohatá, významná květena na svazích Kletě v centru granulitového masívu. V oblasti památky se nachází lyžařský vlek používaný k lyžování.

## Flóra
V oblasti se vyskytují z rostlin například Prstnatec Fuchsův (Dactylorhiza fuchsii), řebříček obecný (Achillea millefolium), psiniček tenký (Agrostis capillaris), kostřava červená (Festuca rubra), trojštět žlutavý (Trisetum flavescens) atd. Louka byla do roku 1991 pravidelně dvakrát do roka posekaná, v současnosti se seče pouze jedenkrát do roka.

## Galerie

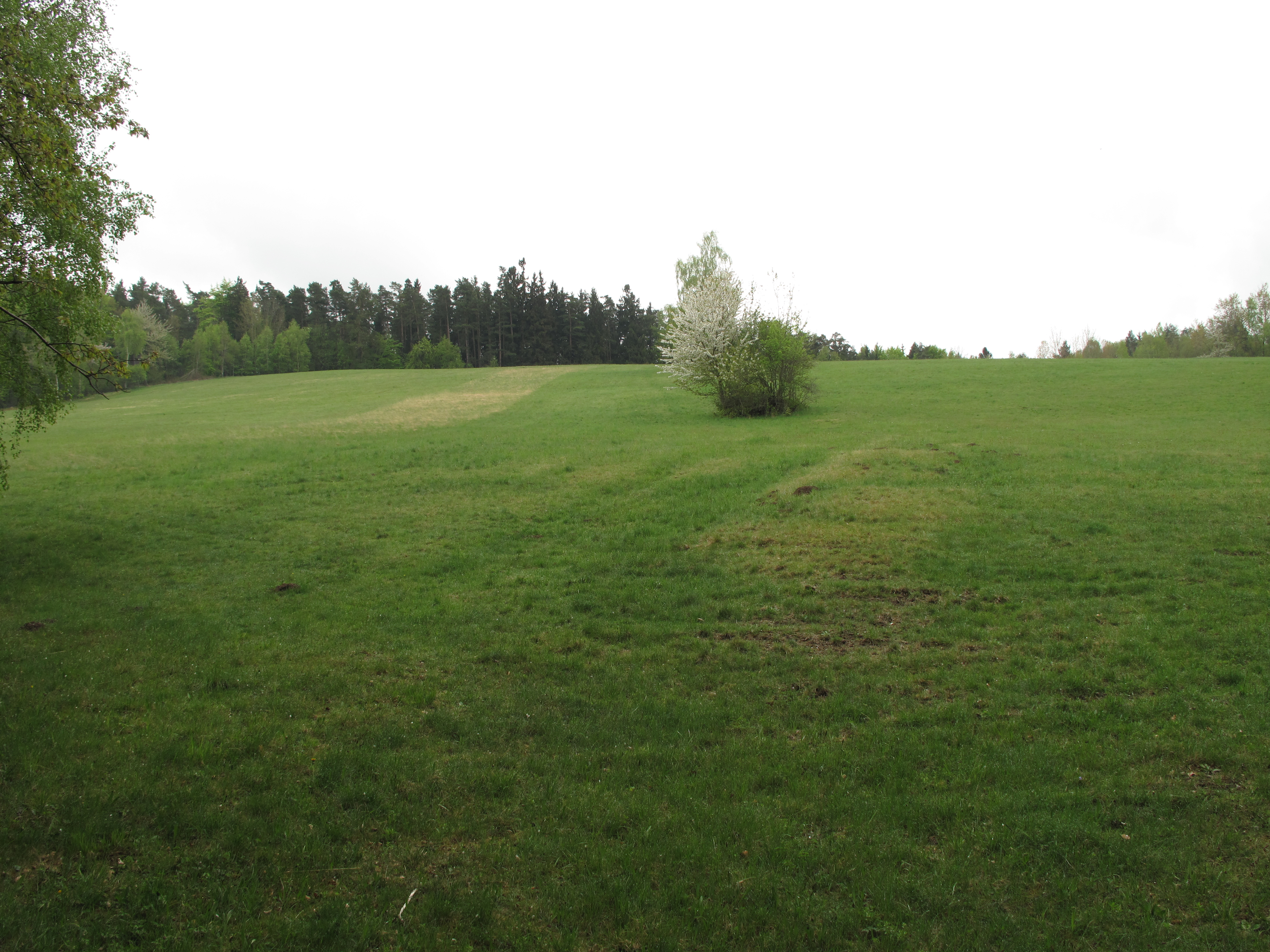
Charakter památky
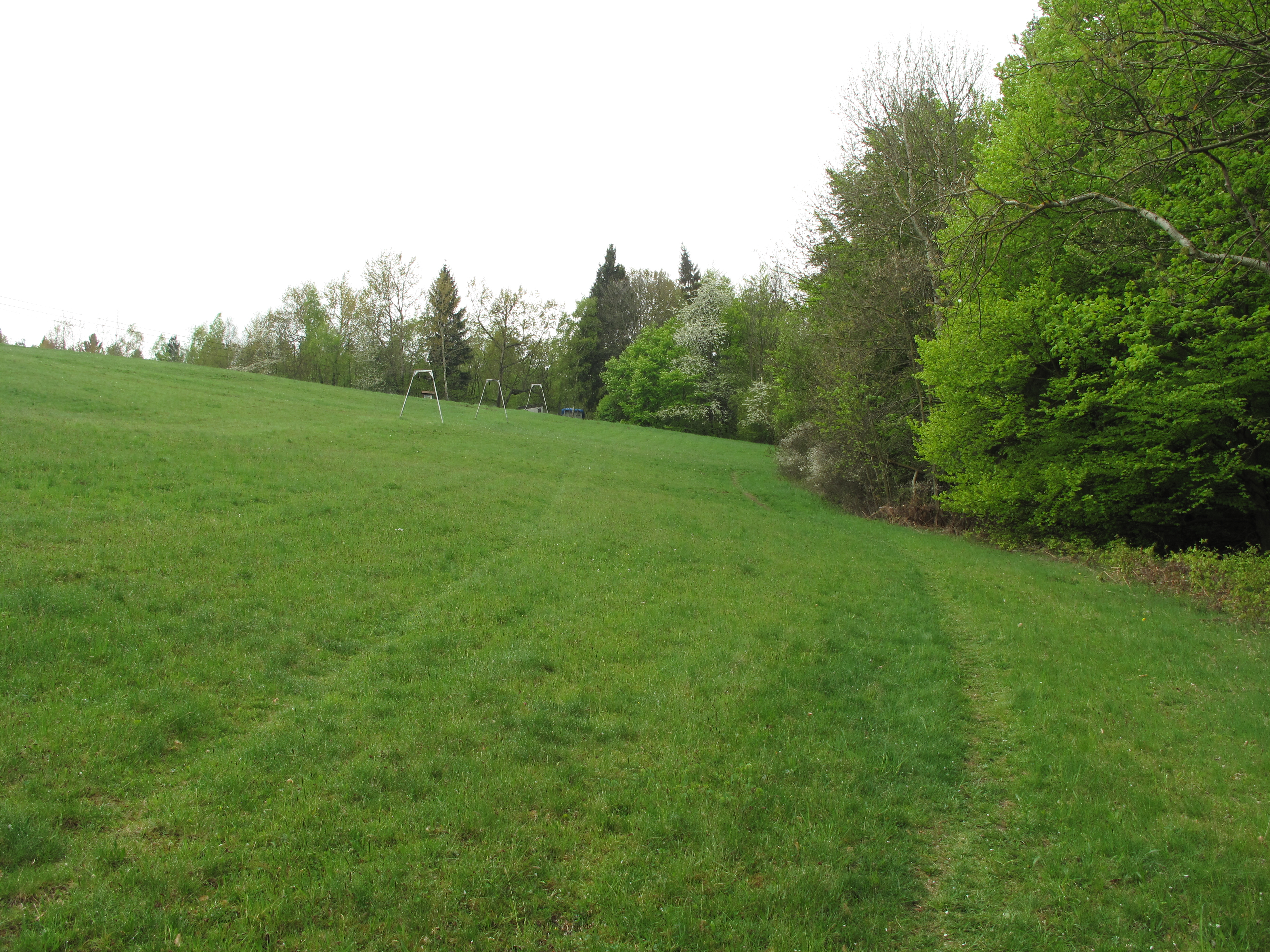
Vlek
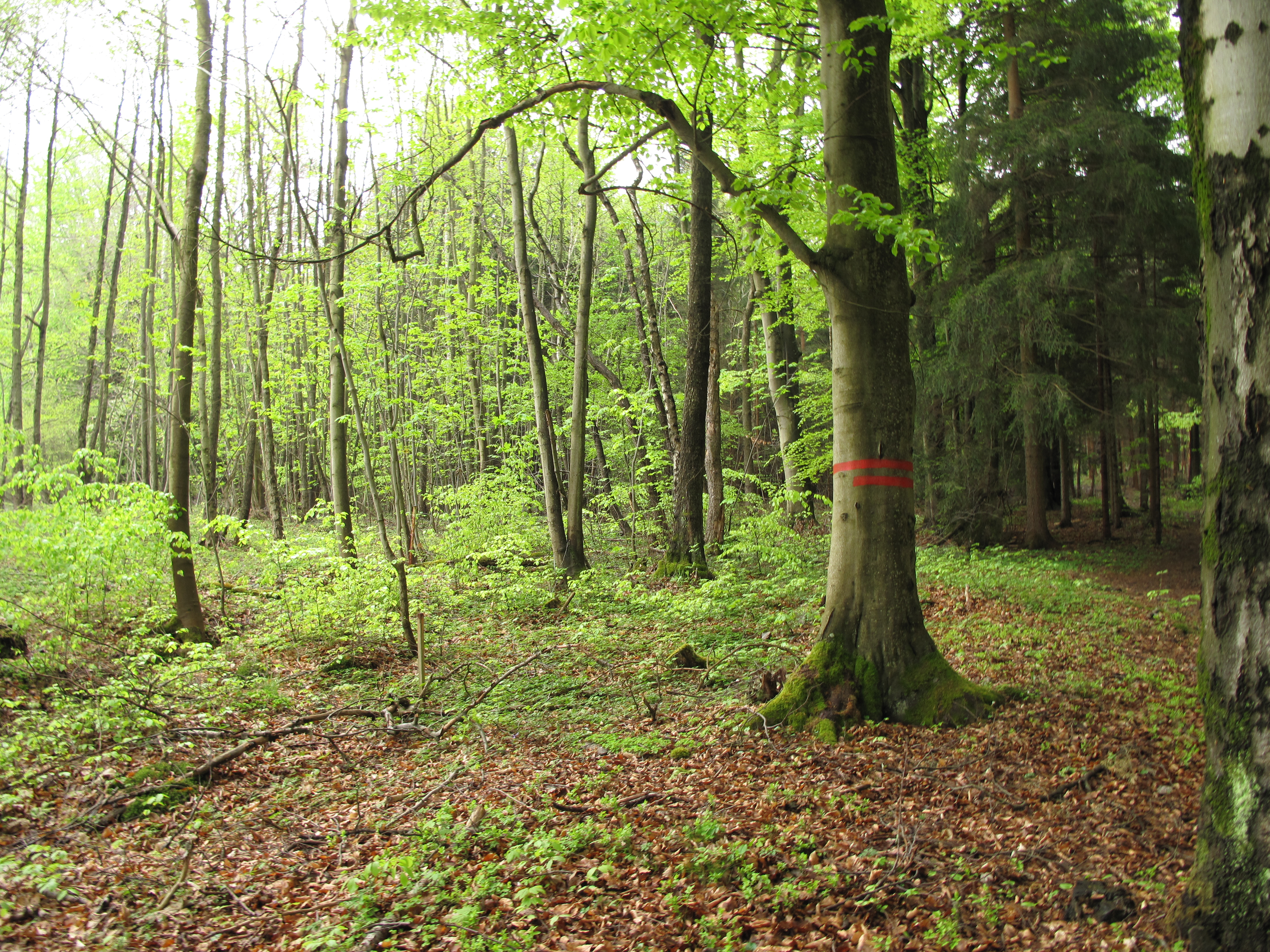
Označení rezervace
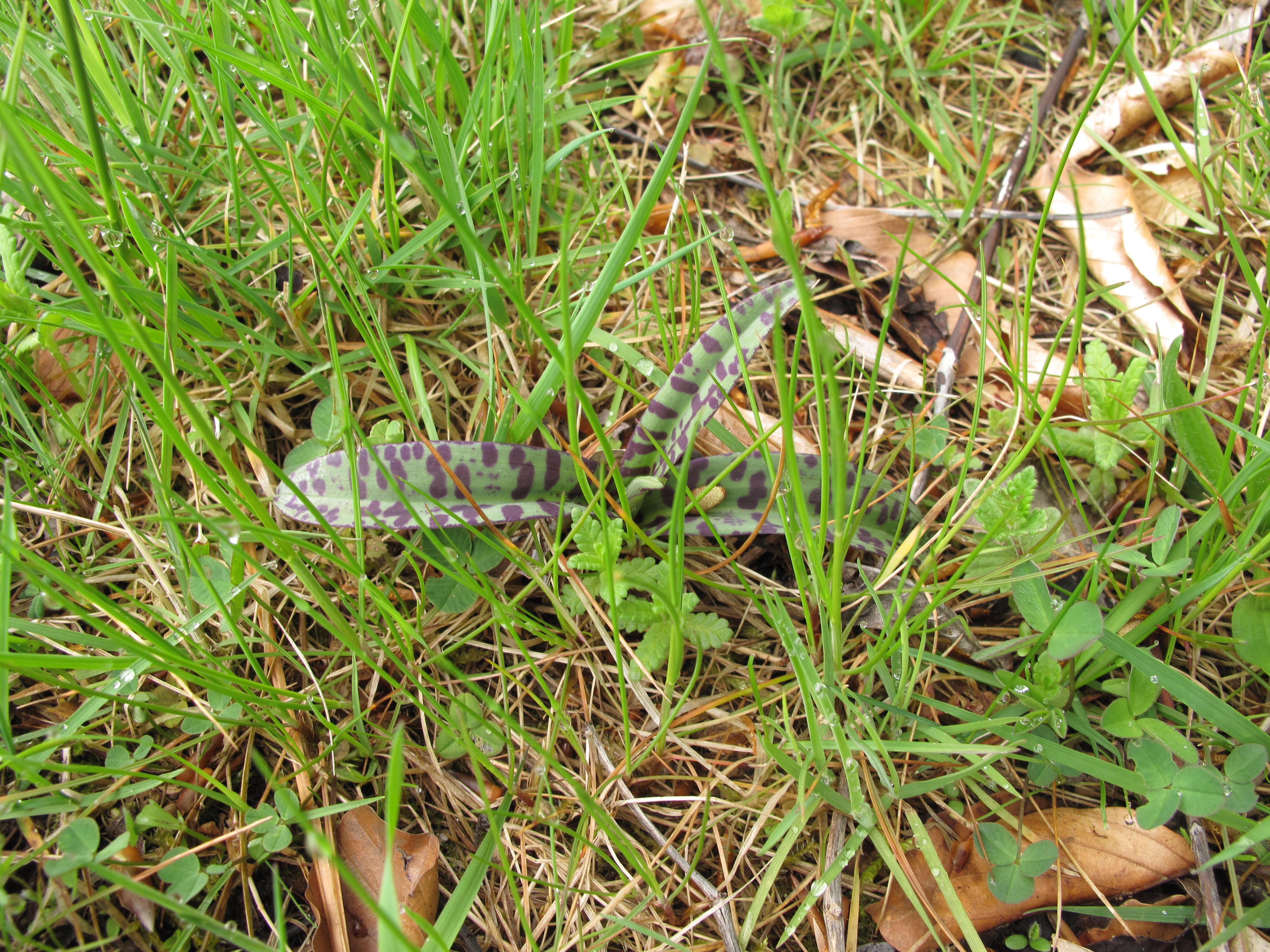
Prstnatec Fuchsův pravý